# Halálos futam 2000
A Halálos futam 2000 (eredeti cím: Death Race 2000) 1975-ben bemutatott amerikai sci-fi akciófilm, melyet Paul Bartel rendezett, Roger Corman produceri közreműködésével. A forgatókönyv Ib Melchior The Racer című novellája alapján készült. A főbb szerepekben David Carradine, Simone Griffeth és Sylvester Stallone látható. 
A film egy disztópikus amerikai társadalomban játszódik 2000-ben, ahol a gyilkos transzkontinentális autóverseny a nemzeti szórakozás egyik formájává nőtte ki magát. 
Az Amerikai Egyesült Államokban 1975. április 27-én mutatták be a mozikban. A film remake-je 2008-ban jelent meg Paul W. S. Anderson rendezésében, Halálfutam címmel, mely több folytatást is kapott. Elkészítették az eredeti, 1975-ös film hivatalos folytatását is, Death Race 2050 címmel, amely az Egyesült Államokban 2017. január 17-én jelent meg DVD-n.

## Cselekmény
Egy disztópikus jövőben egy országos autóversenyen a versenyzőknek ártatlan gyalogosokat kell elgázolniuk, hogy pontokat szerezzenek, amelyeket az egyes gyilkosságok brutalitásának függvényében számítanak össze.

## Szereplők
| Szereplő                  | Színész            | Magyar hang           |
| ------------------------- | ------------------ | --------------------- |
| Frankenstein              | David Carradine    | Sarádi Zsolt          |
| Annie Smith               | Simone Griffeth    | Zsigmond Tamara       |
| Joe „Géppisztoly” Viterbo | Sylvester Stallone | Horváth Gergely       |
| Jane „A vész” Kelly       | Mary Woronov       | N/A                   |
| Matilda „A Hun”           | Roberta Collins    | N/A                   |
| Ray „Nero a hős” Lonagan  | Martin Kove        | N/A                   |
| Myra                      | Louisa Moritz      | N/A                   |
| Junior Bruce              | Don Steele         | N/A                   |
| Grace Pander              | Joyce Jameson      | N/A                   |
| Harold                    | Carle Bensen       | N/A                   |
| Az elnök                  | Sandy McCallum     | Karsai István         |
| Thomasina Paine           | Harriet Medin      | Bessenyei Emma        |
| Fury hadnagy              | Vince Trankina     | Seder Gábor           |
| Frankenstein doktora      | Paul Bartel        | Gubányi György István |

## Bevételi adatok
A Variety szerint a film 4,8 millió dolláros bevételt hozott az Egyesült Államokban.

## Médiakiadás
A Shout! Factory 2010. június 22-én adta ki a filmet Deluxe Edition DVD-n és Blu-ray Region 1/A formátumban.
A korábbi videókiadásokat VHS-en és DVD-n többek között a Buena Vista Home Entertainment és a New Concorde adta ki.

## Fordítás
- Ez a szócikk részben vagy egészben  a   Death Race 2000 című angol Wikipédia-szócikk fordításán alapul.  Az eredeti cikk szerkesztőit annak laptörténete sorolja fel. Ez a jelzés csupán a megfogalmazás eredetét és a szerzői jogokat jelzi, nem szolgál a cikkben szereplő információk forrásmegjelöléseként.